# Мерей, Ференц
Ференц Мерей (венг. Mérei Ferenc, 24 ноября 1909, Будапешт — 23 февраля 1986, Будапешт) — венгерский психолог. Получил диплом Сорбонны в Париже (1933). Доктор психологических наук Венгерской академии наук (1979). Директор Венгерского института педагогических наук (1949), Института психологии в Будапеште (1954—1958). Работал в лаборатории клинической психологии Венгерского института неврологии и психиатрии (1964—1976). В начале своей профессиональной деятельности занимался изучением когнитивного развития. После Второй мировой войны его основные интересы переместились в сферу изучения понимания и контроля тех психологических процессов, от которых зависит желание людей идти на войну и участвовать в жестокости и зверствах. Мерей Ференц разработал программу исследования, в которой показал, что влияние группового и общего опыта, который группа может аккумулировать, так же как и групповые традиции, могут пересилить волю отдельного члена группы.

## Биография
Родился в 1909 году в Будапеште в обеспеченной семье. Мерей часто проводил время в фото студии своих родителей. Он не любил школу, где чувствовал себя одиноким, а жестокость учителей доставляла ему много боли. Связи его матери со многими мужчинами также вызывали у него душевную боль. Он много читал, мог прочитать книгу объемом в 500 страниц в один присест. 
После окончания средней школы с 1928 года учился  в Сорбонне, несмотря на то, что его мать хотела, чтобы он учился в Берлине. Он специализировался на политической экономии, статистике и литературе; изучал одиннадцать языков. Также там Ференц заинтересовался детской психологией. Психолог Анри Валлон принял его в университете как своего ученика, и направил на изучение детской психологии. В 1930 году вступил в ряды Французской коммунистической партии.
Мерей провел свою первую лекцию в 1932 году, в которой критиковал Жана Пиаже. Лекция вызвала неодобрение Валлона. Именно тогда Мерей разработал свою основную идею, сутью которой является социальное определение человека.
Возвратясь домой в 1934 году, он не мог найти работу, поэтому работал до 1938 года психологом на бесплатной основе в Государственном детском психологическом институте, основанном Яношем Шнеллем. Мерей был первым, кто исследовал как социальный опыт влияет на индивидуальную и социальную роль в формировании правил и норм. Он опубликовал два тезиса в 1937 году: «Ребенок играет с кнопками» и «Дети — строители страны».
В 1938-1940 годах работал в Специальном образовательном педагогическом колледже, опять без зарплаты, поэтому жил на деньги, которые получал от преподавания языков. Мерей женился на учительнице Вере Молнар. Они познакомились на организации экзаменов и работали вместе.
Мерея уволили с работы, причиной чего стали антиеврейские законы. С 1940 года он работал в поликлиническом отделении во главе с Джулией Дьердь. В 1942 году он написал свою первую книгу «Психология выбора карьеры». В 1944 году пересек линию фронта и вступил в ряды Советской армии, где к концу службы получил звание капитана.
В 1945-1948 годах руководил Будапештским институтом психологии, преподавал в педагогическом колледже и коллегиуме Этвеша. В 1949 году был назначен руководителем Национального института психологического образования. Тогда же он написал несколько исследований и три книги: «Детское мировоззрение» (1945), «Коллективный опыт» (1947) и «Исследование ребенка» (1948). Его исследования коллективного опыта являются одними из важнейших психологических экспериментов науки.
В 1949 году удостоен премии Кошута (серебряная медаль) за свои педагогические работы. В 1950 году институт был ликвидирован, Мерей был освобожден от занимаемой должности и стал переводчиком. Был реабилитирован в 1956 году, став одним из ключевых научных сотрудников в Институте психологии Венгерской академии наук, а затем в 1958 году в Институте биохимии.
В октябре 1958 года был арестован и обвинен в организации заговора; приговорен к 10 годам заключения. Сначала отбывал приговор в Будапеште, затем Шаторальяуйхее, а затем в Ваце. Мерей начал свой «психологический дневник» в тюрьме в Шаторальяуйхее в 1960 году (он написал его на туалетной бумаге из-за отсутствия любой другой бумаги). В тюрьме его здоровье ухудшилось, он перенес инсульт. В марте 1963 года был амнистирован.
С февраля 1964 года работал в Национальной неврологической и психиатрической больнице, где основал и стал руководителем лаборатории клинической психологии. В лаборатории он собрал своих коллег и студентов, в том числе Ливию Немеш и Агнеш Бине. Его лаборатория стала центром подготовки психологов в Венгрии. Агнеш Бине стала соавтором двух успешных книг — «Детская психология» и детская энциклопедия «Окно-жираф».
В 1982 году получил звание доктора психологии Венгерской академии наук и был награжден медальоном Пала Раншбурга. В 1984 году, когда Мерей выздоравливал после серьезной операции, был снят фильм-интервью с его участием. Части интервью, в которых он критиковал политику Венгрии, не показывались по телевидению вплоть до 2009 года.

## Публикации
- A gombozó gyermek (Kalocsa, 1937)
- A pályaválasztás lélektana (Budapest, 1942)
- A gyermek világnézete (Budapest, 1945)
- Az együttes élmény (Budapest, 1947)
- A Rorschach-táblák felszólító jellege (Budapest, 1947)
- Gyermektanulmány (Új Nevelés Könyvtára, 1948)
- Rorschach próba I-V. köt. (OIE, Vademecum-sorozat, 1966)
- A pár és a csoport (Pszichológiai Tanulmányok, Budapest, 1967)
- Gyermeklélektan (társszerző: V. Binét Ágnes, Budapest, 1970)
- Ablak-Zsiráf. Képes gyermeklexikon (Binét Ágnessel, Budapest, 1971)
- Klinikai pszichodiagnosztikai módszerek (társszerző Szakács Ferenc, Budapest, 1974)
- A klinikai pszichológia gyakorlata (társszerző Szakács Ferenc, Budapest, 1974)
- Szociálpszichológiai vizsgálatok az iskolában (Budapest, 1974)
- Adalékok egy társas szempontú gyermeklélektanhoz (Budapest, 1985-86)
- Lélektani napló (1-4. 2. bőv. kiad., Budapest, 1985-86)
- "…Vett a füvektől édes illatot" (Művészetpszichológia, Budapest, 1986)
- Pszichodiagnosztikai vademecum. Bölcsészettudományi karok. Egységes jegyzet; szerk. Mérei Ferenc, Szakács Ferenc; Tankönyvkiadó, Bp., 1988
- Freud fényében és árnyékában; szerk., előszó Gerő Zsuzsa; Interart, Bp., 1989
- A pszichológiai labirintus. Fondorlatok és kerülőutak a lelki életben; szerk., előszó, tan. Bagdy Emőke; Magyar Pszichiátriai Társaság, Bp., 1989
- Társ és csoport. Tanulmányok a genetikus szociálpszichológia köréből; sajtó alá rend. Gerő Zsuzsa, Fischer Eszter; Akadémiai, Bp., 1989